# 묵호동
묵호동(墨湖洞)은 대한민국 강원특별자치도 동해시의 행정동이다.

## 개요
묵호동은 조선 후기 순조 때 이 마을에 큰 해일이 일어나 집이 떠내려 가고 생업의 수단인 배까지 파손되어 이 곳 사람들의 굶주림이 극심하게 되자 나랏님께서 사람을 보내어 구제하고 이 때 파견되어 온 이유옹 부사는 마을 이름이 속지명과 한자 지명의 두 가지인 것을 알고, 이곳은 물도 검고 바다도 검고 물새도 검으니, 먹묵(墨)자를 써서 묵호(墨湖)라고 새 이름을 지어 준 것이 지명의 유래이다. 1916년 행정구역 통폐합에 따라 게구석, 산짓골, 논골을 합쳐 묵호진동으로 행정업무를 시작하였고, 1998년 11월 2일 어달동 2개통,대진동 1개통을 통합하여 묵호동을 신설하였으며, 25개통 113개반으로 현재에 이르고 있다.

## 법정동
- 묵호진동(墨湖津洞)
- 어달동(於達洞)
- 대진동(大津洞)

## 교육
- 창호초등학교

## 주거
| 단지명   | 건설사         | 시행사       | 주소         | 주소     | 입주       | 비고     |
| -------- | -------------- | ------------ | ------------ | -------- | ---------- | -------- |
| 묵호주공 | 한울종합건설㈜ | 대한주택공사 | 해맞이길 215 | 묵호진동 | 2006년 6월 | 국민임대 |

## 관광
- 묵호등대